# Menaza
Menaza ist ein spanischer Ort in der Provinz Palencia der Autonomen Gemeinschaft Kastilien und León. Die ehemals selbständige Gemeinde kam in den 1970er Jahren zu Aguilar de Campoo. Menaza befindet sich sieben Kilometer nordöstlich vom Hauptort der Gemeinde.

## Sehenswürdigkeiten
- Kirche San Antonio, erbaut im 17. Jahrhundert